# Sang Chālak
Sang Chālak (persiska: سنگ چالک) är en ort i Iran.   Den ligger i provinsen Mazandaran, i den norra delen av landet, 110 km nordost om huvudstaden Teheran. Sang Chālak ligger 19 meter över havet och antalet invånare är 229.
Terrängen runt Sang Chālak är platt åt nordost, men åt sydväst är den kuperad. Runt Sang Chālak är det ganska glesbefolkat, med 39 invånare per kvadratkilometer. Närmaste större samhälle är Maḩmūdābād, 16,2 km nordost om Sang Chālak. I omgivningarna runt Sang Chālak växer i huvudsak blandskog.